# Монсерато
Монсера̀то (на италиански: Monserrato; на сардински: Pauli, Паули) е град и община в Южна Италия, провинция Каляри, автономен регион и остров Сардиния. Разположен е на 2 m надморска височина. Населението на общината е 20 240 души (към 2010 г.).